# Cardiacs
Cardiacs var ett engelskt rockband som bildades i England 1977 av Tim Smith (gitarr, sång) och hans bror Jim Smith (bas, bakgrundsång), inledningsvis under namnet Cardiac Arrest. Deras stil kan beskrivas som en blandning av indierock, progressiv rock, postpunk, psykedelisk rock, konstrock och heavy metal, med inslag av andra genrer som till exempel ska, cirkusmusik och sjömansvisor. De betraktas idag som ett kultband, som har inspirerat bland andra Radiohead, Blur, Faith no more/Mr. Bungle med flera i deras musikaliska uttryck. Bandet har haft många medlemmar genom åren; endast Tim och Jim Smith var med under samtliga aktiva år. Tim Smith var den primära låtskrivaren med en komplex kompositionsstil och svårdechiffrerade texter. Han drabbades av dystoni efter ett hjärtstopp med påföljande syrebrist i hjärnan 2008, vilket ledde till att bandet tvingades göra uppehåll på obestämd tid. Tim Smith avled 2020.

## Historia
Bandets debutsingel A bus for a Bus on the Bus släpptes 1979 på skivbolaget Tortch Records. Året efter släppte de en fullängdskassett, The Obvious Identity, och antog därefter namnet Cardiacs. Därefter kom ytterligare två kassetter, Toy World (1981) och The Seaside (1984). The Seaside släpptes på deras eget nystartade indie-skivbolag, The Alphabet Business Concern. Ett framträdande på musikfestivalen Reading Festival 1986 spelades in och gavs ut på livealbumet Rude Bootleg. År 1987 släpptes EP:n Big Ship.
Bandets första studioalbum, A Little Man and a House and the Whole World Window (1988) ansågs av Cardiacs själva vara deras första "riktiga" album. Albumets singel Is This The Life? tog sig in på Independent Top 10 i Storbritannien. Samma år spelade man in en konsert på Paradiso i Amsterdam och gav ut den på albumet Cardiacs Live. Året därpå kom nästa studioalbum, On Land and in the Sea (1989). 

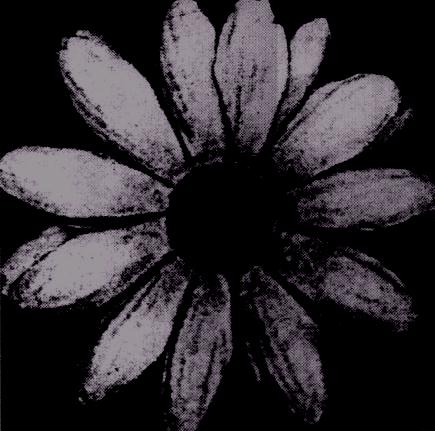
En av Cardiacs logotyper: tusenskönan, som också syns på omslaget till A Little Man and a House and the Whole World Window.

Tiden efter detta skedde ett visst utbyte av bandmedlemmar. Bland annat slutade Tim Smiths fru, Sarah Smith (saxofon), våren 1989 men hoppade in i bandet ibland även senare, bland annat vid en konsert som spelades in och släpptes på albumet All That Glitters is a Mare's Nest (1995). Cardiacs följande studioalbum, Heaven Born and Ever Bright (1992), spelades således in med en något förändrad uppsättning musiker än tidigare album.
Nästa studioalbum dröjde till 1996, dubbelalbumet Sing to God, som många fans och recensenter anser vara ett mästerverk. År 1999 släpptes det sista studioalbumet för många år framöver, Guns. Under de följande åren var aktiviteten relativt låg, man började spela in nya låtar till det planerade albumet LSD och konserterade sparsamt, bland annat tre konserter på Garage i London. De spelades in och släpptes som albumet The Special Garage Concerts (2005).
I juni 2008 drabbades Tim Smith av ett hjärtstillestånd, som orsakade en syrebrist i hjärnan vilket i sin tur gav en svår dystoni som komplikation. All aktivitet, inspelningar och konserter, lades på is. Under decenniet som följde fortsatte övriga bandmedlemmar med sidoprojekt, man släppte nyutgåvor på en del material, och man anordnade välgörenhetskonserter för att samla in pengar till Tim Smiths rehabilitering. Han kunde dock aldrig återuppta spelandet, och avled i juli 2020. På begravningsdagen, 1 september 2020, släpptes singeln Vermin Mangle, som var tänkt att ligga på albumet LSD.

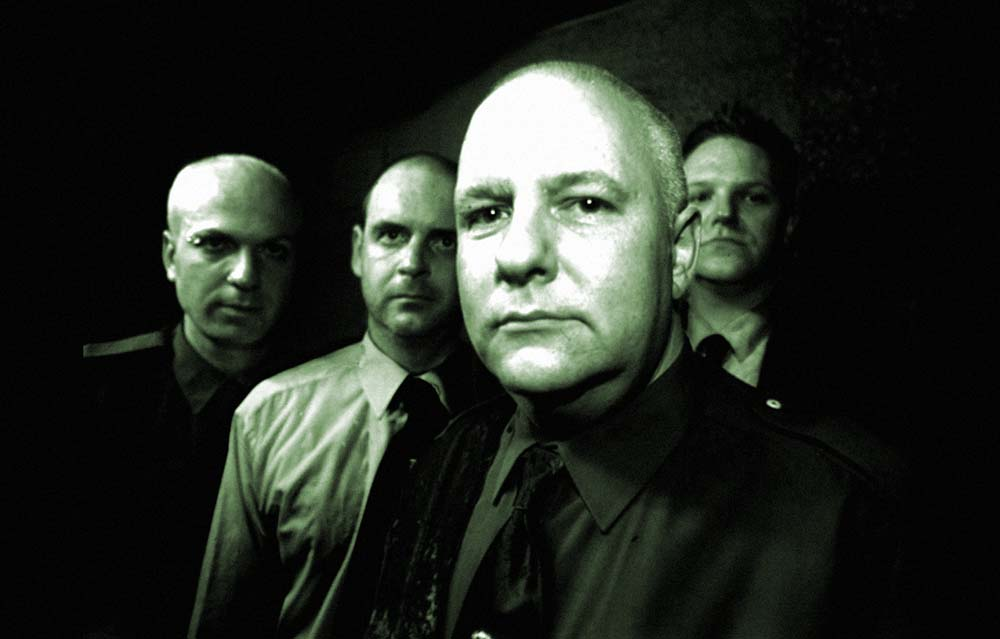
Cardiacs (ca 1999). Jim Smith i förgrunden, Tim Smith längst till höger.

Under 2024 arrangerades sammanlagt sju konserter av tidigare Cardiacsmedlemmar, "Sing to Tim", för att hylla Tim Smith och hans musik. Under 2025 släpptes ny musik av Cardiacs; man hade nu börjat färdigställa det som bandet spelade in i början av 2000-talet. Singeln Woodeneye släpptes augusti 2025 och releasedatumet för studioalbumet LSD är 19 september 2025.

## Diskografi[6][20][21]

### Studioalbum
- 1980: The Obvious Identity (kassett) (som Cardiac Arrest)
- 1981: Toy World (kassett)
- 1984: The Seaside (kassett)
- 1988: A Little Man and a House and the Whole World Window
- 1989: On Land and in the Sea
- 1992: Heaven Born and Ever Bright
- 1996: Sing To God
- 1999: Guns
- 2025: LSD (releasedatum 19 september)

### Livealbum
- 1987: Rude Bootleg
- 1988: Cardiacs Live
- 1995: All That Glitters is a Mare's Nest (inspelad 1990)
- 2005: The Special Garage Concerts

### Samlingsalbum
- 1989: Archive Cardiacs (innehåller The Obvious Identity och Toy World samt fyra tidigare outgivna låtar)
- 1991: Songs For Ships And Irons (innehåller EP:n Big Ship samt singlar som inte givits ut tidigare på LP/CD)
- 1995: Sampler
- 2002: Greatest Hits (innehåller den tidigare outgivna låten Faster Than Snakes With a Ball and a Chain)

### EP
- 1985: Seaside Treats
- 1987: Big Ship

### Singlar
- 1979: A Bus for a Bus on the Bus (som Cardiac Arrest)
- 1987: There´s Too Many Irons in the Fire
- 1988: Is This The Life?
- 1988: Susannah's Still Alive
- 1989: Baby Heart Dirt
- 1991: Day Is Gone
- 1995: Bellyeye
- 1996: Manhoo
- 1996: Odd Even
- 1999: Signs
- 2007: Ditzy Scene
- 2020: Vermin Mangle
- 2025: Faster Than Snakes With a Ball and a Chain
- 2025: Woodeneye